# Antrophyum brassii
Antrophyum brassii är en kantbräkenväxtart som beskrevs av S.Linds. Antrophyum brassii ingår i släktet Antrophyum och familjen Pteridaceae. Inga underarter finns listade.